# Pomiany (Babki Gąseckie)
Pomiany (niem. Pomiannen) – nieoficjalny przysiółek wsi Babki Gąseckie w Polsce położona w województwie warmińsko-mazurskim, w powiecie oleckim, w gminie Olecko. W latach 1975–1998 miejscowość należała administracyjnie do województwa suwalskiego.

## Historia
Wieś założona na prawie chełmińskim w 1552 przez Stańkę Pomian (stąd nazwa wsi) i jego synów. W 1556 r. wymieniany jest Jędrzej Chełch (lub Kelich), który miał tu dwie włóki ziemi na prawie chełmińskim oraz młyn i folusz. Młyn czynny był jeszcze w 1642 roku. W 1800 roku wieś zamieszkiwali wolni chłopi.
W 1938 r. we wsi było 52 mieszkańców. W tym samym roku, w ramach akcji germanizacyjnej, zmieniono nazwę wsi na Kelchdorf.